# John Melcher

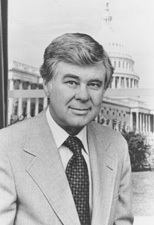
John Melcher

John Melcher (* 6. September 1924 in Sioux City, Iowa; † 12. April 2018 in Missoula, Montana) war ein US-amerikanischer Politiker der Demokratischen Partei. Er war von 1969 an Mitglied des US-Repräsentantenhauses und von 1977 bis 1989 des US-Senats.

## Karriere
Melcher besuchte die University of Minnesota und graduierte 1950 an der Iowa State University als Veterinärmediziner. In Forsyth, Montana eröffnete er eine Tierklinik. Dort wurde er 1955 zum Bürgermeister gewählt.
Im Jahr 1962 wurde Melcher in den Senat von Montana gewählt. Am 24. Juni 1969 erfolgte die Wahl als Demokrat in das Repräsentantenhaus der Vereinigten Staaten. Bei der Wahl 1976 kandidierte er für den Sitz des nicht mehr antretenden Mike Mansfield als Mitglied des US-Senats für den Bundesstaat Montana. Bei der Wahl 1982 verteidigte er sein Mandat, unterlag jedoch bei der Wahl 1988, die zeitgleich mit der für die Republikaner erfolgreichen Präsidentschaftswahl stattfand, dem Republikaner Conrad Burns. Dieser löste Melcher am 3. Januar 1989 als Senator ab. Melcher zog sich aus der Politik zurück.